# Don Joan o el festí de pedra
Don Joan o el festí de pedra (títol original en francès, Dom Juan ou le Festin de pierre, sovint anomenat pels francesos, simplement, Dom Juan) és una obra teatral del segle xvii escrita per Molière. Està basada en l'exitosa peça teatral El burlador de Sevilla y convidado de piedra (1630), el protagonista de la qual es diu don Juan Tenorio, atribuïda a Tirso de Molina. El fet de prendre històries i personatges castellans en el teatre de França d'aquesta època es dona també en, per exemple, Le Cid de Corneille.

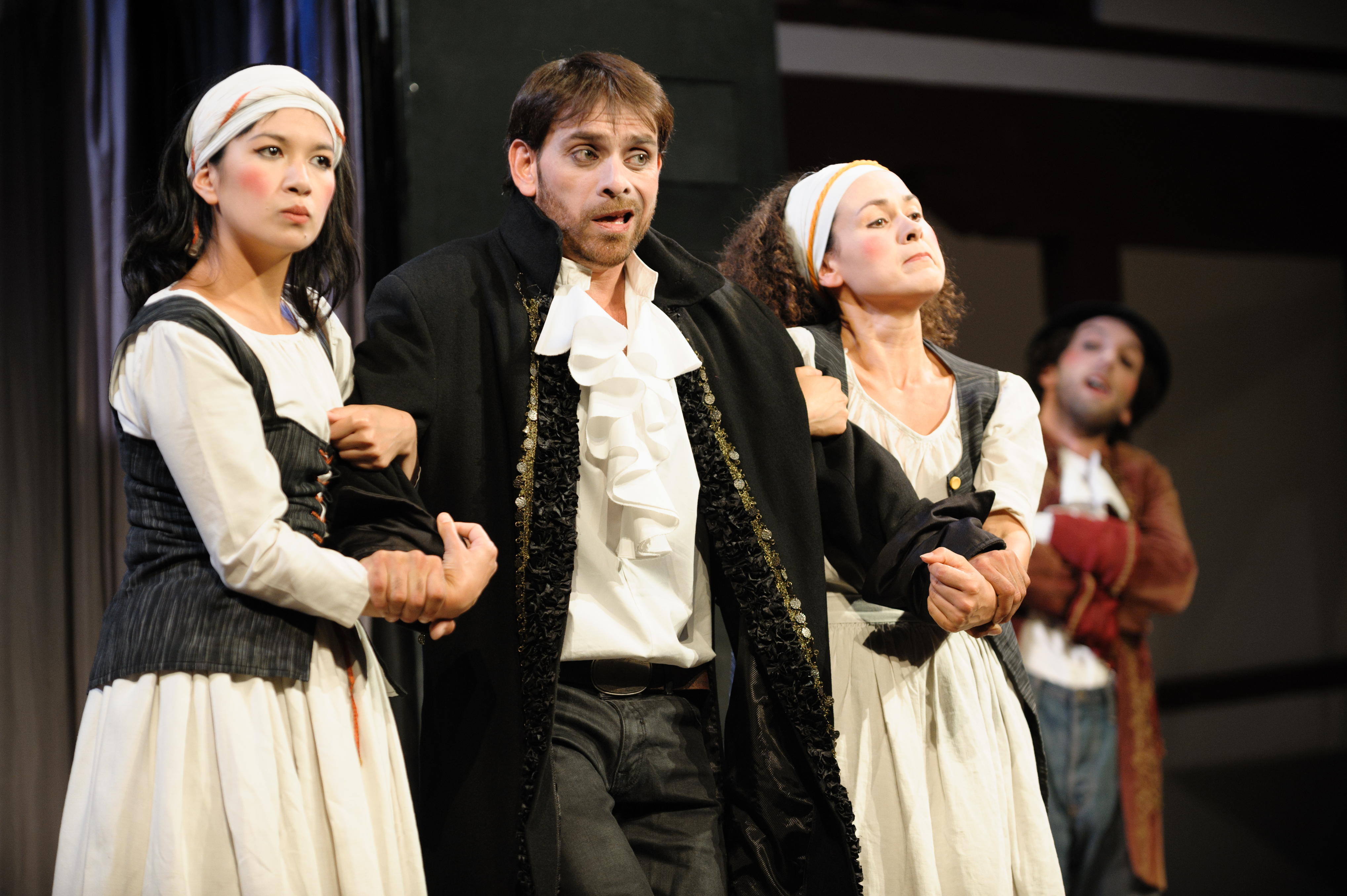
Don Joan o el festí de pedra, de Molière, l'any 2012

D'altra banda, a Espanya, el personatge, arquetip i llegenda de Don Joan és sobretot conegut per una obra posterior, en castellà, el Don Juan Tenorio (segle xix) de José Zorrilla, que ha esdevingut un clàssic del teatre en castellà i que es representa regularment tant a Espanya com en altres països hispanoparlants.
El Dom Juan de Molière, en cinc actes, va ser estrenat el 1.665 a París. Hi destaca el llibertinatge de l'argument, és a dir el corrent artístic de l'època que es manifestava per la llibertat en l'amor i contra els matrimonis de conveniència, tot i que no s'enfronta a l'Església.